# 天主教考洛乔-凯奇凯梅特总教区
天主教考洛喬-凱奇凱梅特總教區（拉丁語：Archidioecesis Colocensis-Kecskemetensis）是匈牙利一個羅馬天主教教省總教區，也是該國四個教省總教區之一。
下轄佩奇和塞格德–喬納德兩個教區。2006年有教友379,072人、103個堂區、178名司鐸。現任總主教為巴拉斯·巴貝爾。
早在11世紀已被升為總教區。1993年易名至今。